# Pietro Grasso
Pietro Grasso (n. 1 ianuarie 1945, Licata, Sicilia, Regatul Italiei) este un politician și magistrat italian.